# Třída Ferré
Třída Ferré byla třída ponorek peruánského námořnictva postavená francouzskou loděnicí Schneider. Celkem byly postaveny dvě jednotky této třídy. Ve službě byly v letech 1912–1921. Jejich služba byla velmi krátká zejména kvůli nedostatku náhradních dílů.

## Stavba
Dvě ponorky této třídy postavila francouzská loděnice Schneider-Creusot v Chalon-sur-Saône. Do služby byly přijaty v letech 1912–1913.
Jednotky třídy Ferré:
| Jméno    | Spuštěna          | Vstup do služby   | Poznámky                |
| -------- | ----------------- | ----------------- | ----------------------- |
| Ferré    | 30. července 1911 | 5. listopadu 1912 | Vyřazena 28. září 1921. |
| Palacios | 1912              | 5. listopadu 1913 | Vyřazena 28. září 1921. |

## Konstrukce

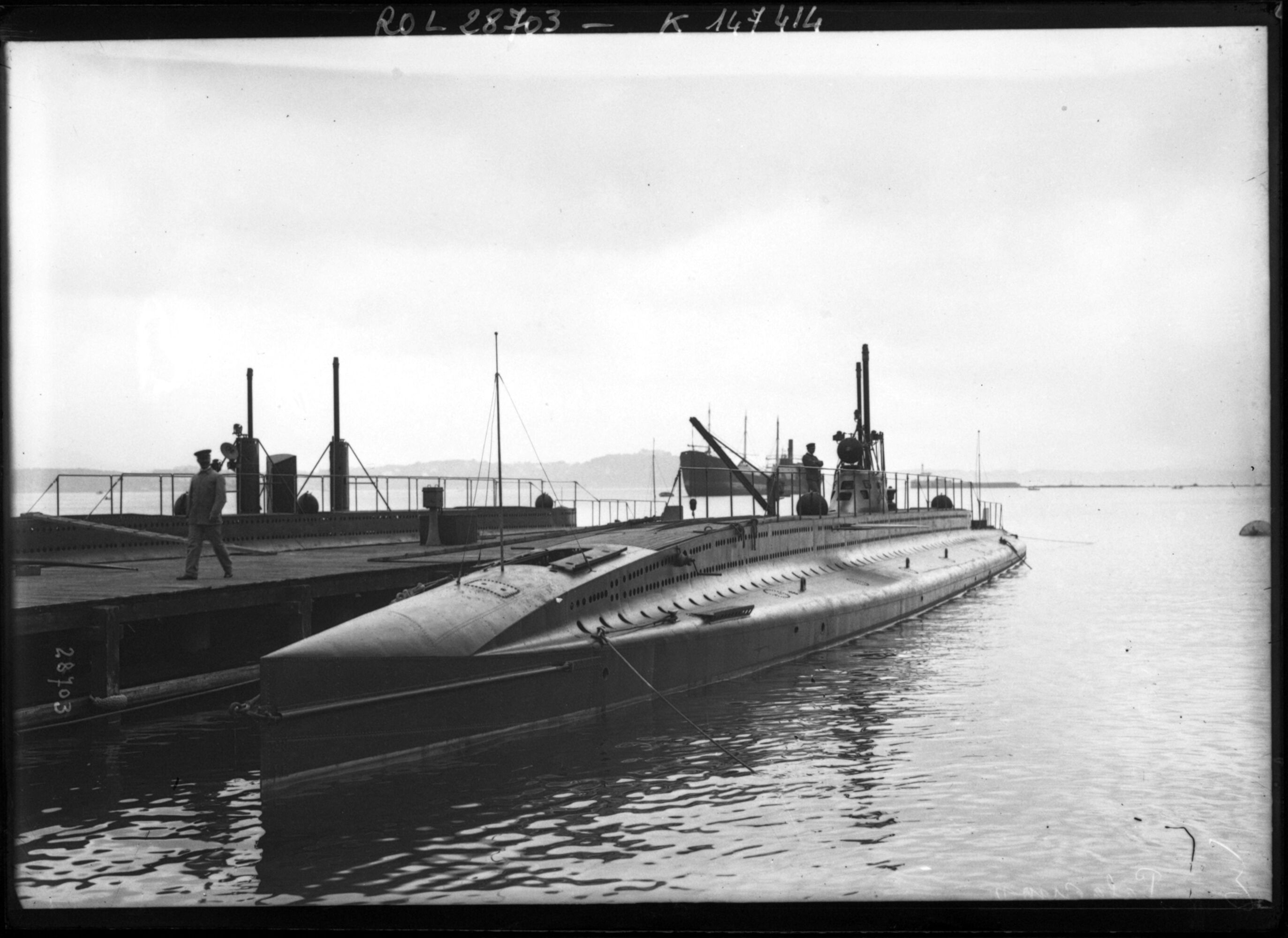
Palacios

Ponorky nesly čtyři příďové 450mm torpédomety se zásobou šesti torpéd. Pohonný systém tvořily dva diesely Schneider-Carels a jeden elektromotor, pohánějící jeden lodní šroub. Nejvyšší rychlost dosahovala 13 uzlů na hladině a 8 uzlů pod hladinou. Dosah byl 2000 námořních mil při rychlosti 10 uzlů.